# Пилкове
Пилкове (рос. Пылково, ерз. Кшуманця) — ерзянське село у Лопатинському районі Пензенської області Росії. Адміністративний центр та єдиний населений пункт Пилковської сільради. 

## Географія
Пилкове розташоване на території Приволзької височини на березі річки Чумаєвка, з південного-сходу села знаходиться річка Суляєвка. Відстань до районного центру с. Лопатино — 7 км. Найближча залізнична станція Чаадаєвка за 90 км.

## Назва
Колишні назви — Архангельське, Поукове, Паукове. У народі побутує також назва села — Кшуманся, яке з ерзянського перекладається як «Редькино». 

## Клімат
Клімат села помірно-континентальний, з досить м'якою зимою зі снігопадами й відлигами й тривалим літом. 
Середня температура влітку становить + 20 °C, взимку -13 °C. Перехід від зими до літа супровождається нетривалою весною, з різким коливанням температури. 
Річна сума опадів у середньому становить 420-470 мм, за вегетаційний період від 210 до 220 мм.
Ґрунт взимку промерзає на глибину від 1 до 1,5 м, а в окремі роки до 2,0 м. 
Сніговий покрив досягає на відкритих місцях до 36 см, на захищених — до 60 см і більше. Тривалість снігового покриву — 131 дня. 
Середньорічна норма опадів — 467 мм.

## Історія
Село відомо з 1709 роки як село Поукове/Паукове, у якому тоді було 57 дворів ясачної мордви, тобто ті, хто повинен платити державі натуральний податок «ясак»: хлібом, медом, хутром тощо. Засновником міг бути мордвин Федька Поукі, який отримував землі сучасного села у 1689 році. Після 1720 року населення переведено в розряд державних селян. 
У  1748 році село Паукове Узинского стана Пензенського повіту ясачної нехрещеної мордви, 230 душ.
З 1780 року село у складі Петровського повіту Саратовської губернії. З кінця XVIII століття село Поуково було волосним центром. 
У 1859 році була побудована  школа. 1877 року налічувалося 375 дворів, школу, поштову станція, 5 вітряних млинів, 2 водяні млини, цегельний завод.
Між 1859 та 1921 роками, ймовірно, у зв'язку з розподілом села на мокшу та ерзя відбувся поділ на село Старе Пилкове (245 дворів) та село Нове Пилкове (315 дворів). 
У 1902 році в селі працювала земської-громадська (на кошти земства та селян) школа.
27 лютого 1918 року в селі було встановлено радянську владу. 
1921 року у документах фігурує два селища — Нове Пилково (315 дворів) та Старе Пилково (245 дворів) — адміністративний цент Пилківськой волості. У 1926 році два села об'єднані у Пилкове — центр сільради Верхоузимської укрупненої волості.
У 1955 році село було центральною садибою колгоспу імені Хрущова, в 1990 — колгоспу «Світанок».

## Інфраструктура
Село Пилково газифіковано. Є фельдшерсько-акушерський пункт, середня загальноосвітня школа

## Населення
| 1709 | 1718  | 1748  | 1795   | 1858   | 1877   | 1884   | 1897   | 1911   | 1914   | 1921   | 1939   | 1959   | 1970   | 1979  | 1989  | 1996  | 2004  | 2006  | 2007  | 2008  | 2009  | 2010  | 2011  | 2012  | 2013  | 2014  | 2015  |
| 277  | ↗ 398 | ↘ 230 | ↗ 1070 | ↗ 2116 | ↗ 2528 | ↗ 2809 | ↗ 3400 | ↗ 3542 | ↘ 3333 | ↘ 1925 | ↘ 1224 | ↘ 1107 | ↘ 1102 | ↘ 975 | ↘ 741 | ↗ 789 | ↘ 710 | ↗ 720 | ↘ 715 | ↘ 670 | ↘ 655 | ↘ 642 | ↘ 630 | ↘ 626 | ↘ 620 | ↘ 611 | ↘ 597 |

## Відомі уродженці
- Чесноков Федір Маркелович — ерзянський радянський письменник, прозаїк, драматург та літературознавець.
- Ільїн Федір Кирилович — ерзянський радянський письменник, поет та перекладач.